# 謝爾比鎮區 (印地安納州里普利縣)
謝爾比鎮區（英語：Shelby Township）是位於美國印地安納州里普利縣的一個行政鎮區。

## 地方資料
根據2010年美國人口普查的數據，謝爾比鎮區的面積為179.70平方千米，當中陸地面積為197.00平方千米，而水域面積為0.70平方千米。當地共有人口999人，而人口密度為每平方千米5.56人。